# Мосю Ернест Льоклер
Мосю Ернест Льоклер е измислен герой в популярната комедийна поредица на Би Би Си „Ало, ало!“ (1982-1992). Ролята е изиграна от актьорите Дерек Ройл и Робин Паркинсън. В българския дублаж се озвучава от Стефан Димитриев.

## Описание на героя

### Роля
Ернест Льоклер пристига в Нувион, Франция след като неговият брат Роже Льоклер (изигран от Джак Хейг) умира в края на 5-и сезон, го посещава в затвора и решават да си разменат местата, защото затворническата храна е по-добра от тази на мадам Едит.
Подобно на своя брат Ернест е стара любов на мадам Фани и работи като фалшификатор и пианист в ресторанта. Всъщност ролята на Ернест е изиграна от Дерек Ройл в 6-ия сезон на сериала, но той внезапно умира и Би Би Си се нуждае от нов човек. Робин Паркинсън поема ролята след 6-ия сезон. В действителност Робин е доста по-млад от представянето му в шоуто и затова Би Би Си се принуждава да направи героя изглеждащ стар досъщ като първия вид на Ернест.